# 58578 Žídek
58578 Žídek è un asteroide della fascia principale. Scoperto nel 1997, presenta un'orbita caratterizzata da un semiasse maggiore pari a 2,3593137 au e da un'eccentricità di 0,2385631, inclinata di 2,50440° rispetto all'eclittica.
L'asteroide è dedicato al tenore ceco Ivo Žídek.